# Afundador
Os afundadores entraram no imaginário da maioria de nós através do livros de os Cinco, de Enid Blyton, nos quais os heróis encontram vários tesouros dos afundadores escondidos.
Na realidade ao longo da história há vários relatos e referências a este tipo de actividade, que atingiu com maior intensidade o norte da Europa, e a Inglaterra em particular nos séculos XVII e XVIII, e principio do século XIX.
Em Portugal as Ordenações Reais cedo deixaram claro que os salvados de todos os barcos afundados ou naufragados nas costas portuguesas eram pertença da Coroa, o que desencorajou este tipo de actividade.
Um exemplo bem documentado de como a Coroa levava a sério a sua pretensão aos salvados foram as acções em torno de Peniche pelas forças reais, que fizeram buscas nas casas dos pescadores e outras, para recuperarem bens retirados do naufrágio do San Pedro de Alcântara.